# Мирный (Удмуртия)
Мирный — починок в Завьяловском районе Удмуртии, входит в Ягульское сельское поселение. Находится в 17 км к северо-востоку от центра Ижевска.